# Emma Hurtado
Emma Hurtado Olín (Tlalpan, 8 de septiembre de 1907 – 2 de junio de 1974) fue empresaria, gestora, promotora, editora y la primera guía de turistas certificada en México. Fue promotora del turismo y defensora de los derechos de los trabajadores abogando por el mejoramiento de las leyes y condiciones laborales especialmente un horario corrido de ocho horas. Fundó la Galería México, después conocida como Galería Diego Rivera.

## Vida
Emma Hurtado Olín nació el 8 de septiembre de 1907 en Tlalpan, Ciudad de México. La décima hija del matrimonio formado por el empresario Leopoldo Hurtado Espinosa y Dolores Olín Domínguez. Su infancia transcurrió durante la Revolución Mexicana, época de conflictos sociales y políticos en un seno familiar económicamente estable y simpatizantes de las ideas revolucionarias, aunque eso influye para que Emma sea trasladada a Nueva York en 1916 donde residió por una década aproximadamente. 
Volvió a México y estudió contabilidad y turismo y comenzó a trabajar en un banco en 1933 y y después de conocer al gerente de la principal compañía de turismo de ese tiempo, Wagon Lits and Cook comenzó a fungir como guía turística de esposas de extranjeros, gracias a su habilidad bilingüe español-inglés. Ese mismo año obtuvo la primera credencial de Guías de Turismo expedida en el país por lo que es reconocida como la primera guía turística.
Debido a la ausencia de publicaciones periódicas sobre las riquezas del país en cuestiones culturales, gastronómicas y de entretenimiento comenzó en 1935 el folleto semanal bilingüe “This Week – Esta Semana” el cual promovía las riquezas de México y contenía programas de radio, teatro, cine, ferias, exposiciones y eventos culturales, así como mapas, recomendaciones, horarios de vuelos, trenes y autobuses. Fue editora, traductora, correctora de estilo, revisó las impresiones, la distribución y la búsqueda de fondos para solventar la publicación hasta su último ejemplar en 1974. En la editorial Emma Hurtado se publicó "México Prehispánico".
En 1945, conoció a Diego Rivera en el décimo aniversario de la revista “This Week”, y en 1946, posó para el pintor y muralista. Mantuvieron una relación profesional y afectiva durante varios años y en 1955 contrajeron matrimonio, tras enviudar éste de su tercera esposa, Frida Kahlo. Emma se dedicó a él, a cuidarlo, ayudarlo, administrarlo en todo lo económico y en su promoción, pues fue promotora del arte de Diego logrando que este recibiera remuneración justa por sus obras. Montó una Galería que luego se llamó Diego Rivera donde únicamente se vendían obras de Diego. Fue una esposa muy sana emocionalmente y por lo tanto centrada, hecho que influyó en Diego para tener una vida mesurada y la tranquilidad necesaria para  alta producción de obras. Viajaron a Rusia para recibir un reconocimiento y aprovechó para tratarse de cáncer. Escribió sus memorias que después fueron publicadas.
Por recomendación médica de Rivera se fueron a residir a Acapulco, donde Diego produjo unas 400 obras de caballete; por cuestiones de instalaciones médicas regresaron a Ciudad de México donde permanecieron casados hasta la muerte de él en 1957. Renunció al beneficio del fideicomiso de Diego Rivera, para confirmar su autonomía, capacidad y honorabilidad, y apoyado en la economía del pintor, de manera tal que había pagado el funeral de Frida.  
Los últimos años se le deterioró las retinas y por lo tanto su vista a grado de quedar casi invidente. Contrajo un segundo matrimonio con el italiano Ado Violoni. Falleció el 2 de junio de 1974.